# Вараи (язык)
Вараи (англ. Waray), также варраи (англ. Warray), — мёртвый австралийский язык, на котором говорили аборигены Австралии возле реки Аделаиды в Северной территории.
На языке общалось австралийское племя авараи. Язык был распространён на территории в 3600 кв. км. Северная граница языка находилась возле реки Дарвин и железной дороги.
Язык всё больше вытеснялся английским, что в конце концов привело к тому, что язык вымер около 2000 года.